# Clearfield (Utah)
Pour les articles homonymes, voir Clearfield.
La ville de Clearfield est située dans le comté de Davis, dans l’État de l’Utah, aux États-Unis. Lors du recensement de 2010, sa population est de 30 112 habitants. Clearfield se trouve à proximité de Hill Air Force Base.

## Histoire
La ville est fondée en 1877 par Richard et Emily Hamblin. Elle devient une municipalité le 17 juillet 1922.

## Démographie
| Groupe            | Clearfield | Utah | États-Unis |
| ----------------- | ---------- | ---- | ---------- |
| Blancs            | 81,6       | 86,1 | 72,4       |
| Autres            | 6,9        | 6,0  | 6,2        |
| Métis             | 4,4        | 3,6  | 2,9        |
| Afro-Américains   | 3,1        | 1,1  | 12,6       |
| Asiatiques        | 2,6        | 2,0  | 4,8        |
| Amérindiens       | 0,8        | 1,2  | 0,9        |
| Océano-Américains | 0,7        | 0,9  | 0,2        |
| Total             | 100        | 100  | 100        |
|                   |            |      |            |
| Latino-Américains | 16,1       | 13,0 | 16,7       |

Selon l'American Community Survey pour la période 2010-2014, 88,29 % de la population âgée de plus de 5 ans déclare parler l'anglais à la maison, 9,61 % déclare parler l'espagnol, 0,53 % le tagalog et 1,56 % une autre langue.
La population de Clearfield est estimée à 30 855 habitants au 1er juillet 2016.
Le revenu par habitant était en moyenne de 19 469 dollars par an entre 2012 et 2016, en-dessous de la moyenne de l'Utah (25 600 dollars) et de la moyenne nationale (29 829 dollars). Sur cette même période, 12,5 % des habitants de Clearfield vivaient sous le seuil de pauvreté (contre 10,2 % dans l'État et 12,7 % à l'échelle des États-Unis).